# 前海石
22°31′50.78″N 113°53′7.91″E / 22.5307722°N 113.8855306°E
前海石是广东省深圳市南山区的一块刻有“前海”二字的黄蜡石，位于前海深港现代服务业合作区内以该石命名的前海石公园。前海石于2010年在前海片区启动开发时树立，2021年成为深圳市文物保护单位。

## 历史
前海石树立于前海深港现代服务业合作区设立的2010年，彼时区域内尚无其他建筑。2012年、2018年，中国共产党中央委员会总书记习近平在考察前海合作区时曾经两次到访前海石。2015年，前海石公园建成，前海石向南迁移300米，成为公园的形象主体。2018年，公园进行景观提升，前海石被放置在一块基座石上。2021年，前海石被列入第七批深圳市文物保护单位。

## 形制
前海石材质为黄蜡石，宽2.1米，高2.8米，厚0.65米。石上刻“前海”二字来自改革开放总设计师邓小平题字集字，其中“前”来自“淮海战役总前委”题字，而“海”来自蛇口“海上世界”题字。2018年公园提升工程中，前海石被放置在一块长5.5米、宽2.8米的石块上，“前海”二字被安置在基石的黄金分割点上，形成“扬帆远航”的形象，寓意“改革开放再出发”。